# 魯蘭德施瓦茨瓦瑟河

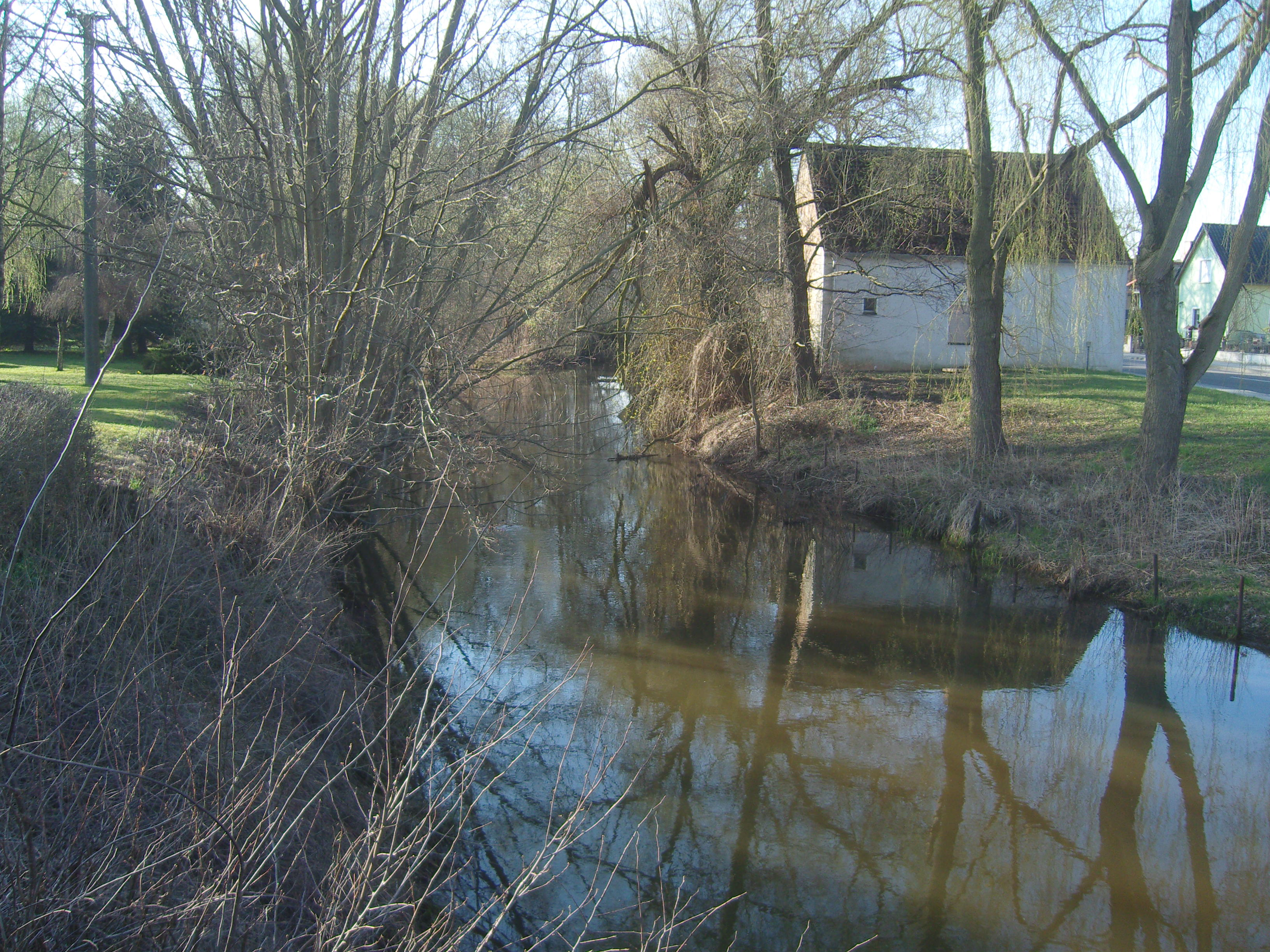

51°27′50″N 13°48′56″E / 51.4638°N 13.8156°E
魯蘭德施瓦茨瓦瑟河（德語：Ruhlander Schwarzwasser），是德國的河流，位於該國東部，流經勃蘭登堡州和薩克森自由州，屬於施瓦策埃爾斯特河的左支流，流域面積269平方公里，河口處在魯蘭附近。